# Bajan-Öndzsűl járás
Bajan-Öndzsűl járás (mongol nyelven: Баян-Өнжүүл сум) Mongólia Központi tartományának egyik járása. Területe 4000 km². Népessége kb. 3200 fő.
Székhelye, Ihhajrhan (Иххайрхан) 160 km-re fekszik Dzúnmod tartományi székhelytől és 150 km-re Ulánbátortól.